# زمن مستعمل: نهاية الإنسان الأحمر
زمن مستعمل: نهاية الإنسان الأحمر (بالروسية: Время секонд хэнд. Конец красного человека) هو كتاب توثيقي من تأليف الكاتبة البيلاروسية سفيتلانا أليكسييفيتش، صدر لأول مرة باللغة الروسية عام 2013، وصدرت ترجمته العربية عن دار ممدوح عدوان سنة 2018. يُعد هذا العمل جزءًا من مشروع أليكسييفيتش التوثيقي الذي يروي التاريخ السوفيتي من خلال الشهادات الشفوية للأفراد العاديين، ويُعَدّ من أبرز أعمالها التي استحقت عنها جائزة نوبل في الأدب عام 2015.

## مضمون الكتاب
يركز الكتاب على ما بعد انهيار الاتحاد السوفيتي سنة 1991، من خلال مقابلات مطوّلة مع عشرات الأشخاص الذين عاشوا فترة التحول بين الاشتراكية والرأسمالية. تنقسم فصوله إلى قسمين: الأول بعنوان "عزاء نهاية العالم"، يتناول الفترة من 1991 حتى 2001، والثاني بعنوان "سحر الفراغ" يعرض مأساة ما بعد الاتحاد السوفيتي من خلال شهادات فردية متألمة.تصف أليكسييفيتش الأثر النفسي والاجتماعي لانهيار "الحلم السوفيتي" من خلال شهادات عمال، جنود سابقين، أساتذة، وأرامل. وترصد كيف تحول المواطن السوفيتي إلى مستهلك في ظل النظام الرأسمالي الجديد، وكيف أصبحت "الحرية" مفهوماً غامضاً، يختلف الناس في تفسيره: بين من يراها في العدالة، أو في الكرامة، أو حتى في الحب والمودة.

## النهج والأسلوب
لا تكتب أليكسييفيتش التاريخ بالمعنى التقليدي، بل تكتبه عبر العواطف، والذاكرة الجماعية، والأحاديث الليلية الحميمة التي تذهب طي النسيان. تعتمد أسلوب "الكولاج السردي"، حيث لا تُقدّم تعليقاً مباشراً، بل تنقل الشهادات كما هي، مما يُضفي طابعاً دراميًا وإنسانيًا عميقًا.تقسّم الكاتبة الحقبة السوفيتية إلى أربع مراحل أساسية: ستالين، خروتشوف، بريجنيف، وغورباتشوف، وترصد خصائص كل منها من حيث علاقة الدولة بالمجتمع المدني، ودور الفرد داخل المنظومة السياسية.

## التلقي النقدي
نال الكتاب إشادات نقدية واسعة في الأوساط الأدبية الغربية والعربية. اعتبره النقاد عملاً فريدًا في "أدب التوثيق" يمزج بين السيرة الفردية والمأساة الجماعية. وصفت مجلة نيويوركر الكتاب بأنه "رثاء طويل لإنسان سوفيتي لم يجد له مكانًا في العالم الجديد"، بينما وصفت مجلة رمان الثقافية الكتاب بأنه "مختبر سردي لمحاكمة الزمن الأحمر".

## الجوائز
بفضل هذا العمل، حصلت أليكسييفيتش على:
- جائزة السلام الألمانية لتجارة الكتب عام 2013.[8]
- جائزة نوبل في الأدب عام 2015، تكريماً لصوتها المتفرد في الأدب الوثائقي متعدد الأصوات.[2]